# Фущич Василь Васильович
Василь Васильович Фущич — радянський і український актор. Член Національної спілки кінематографістів України.

## Біографічні відомості
Народився 12 серпня 1929 р. в м. Іршава Закарпатської обл. в родині службовця. Закінчив акторський факультет Всесоюзного державного інституту кінематографії (1955).
З 1955 р. — актор Київської кіностудії ім. О. П. Довженка.
Помер 03 грудня 2024 року у місті Київ

## Фільмографія
- «Максим Перепелиця» (Левада)
- «Якби каміння говорило...» (Гамершлаг)
- «Іванна» (Верхола)
- «Грізні ночі» (1060, Курт)
- «Дочка Стратіона» (Степчук)
- «Гадюка» (Підтиченко)
- «Дума про Британку» (Гриша)
- «Назвіть ураган „Марією“» (кочегар)
- «Родина Коцюбинських» (Яким)
- «Тихі береги» (сторож)
- «Високий перевал» (Август)
- «Я — Шаповалов» (поручик, «Мосфільм»)
- «Смужка нескошених диких квітів» (фізорг)

а також в епізодах фільмів:
- «Ключі від неба» (1964, начальник патруля)
- «Свято печеної картоплі» (1976)
- «Дні Турбіних» (1976)
- «Хвилі Чорного моря» (1976)
- «Право на любов» (1977)
- «Дивна відпустка» (1980)
- «Колесо історії» (1981)
- «Климко» (1983)
- «Наближення до майбутнього» (1986, начальник цеху)
- «Все перемагає любов» (1987)
- «Загін спеціального призначення» (1987)
- «Циганка Аза» (1987)
- «Грішник» (1988)
- «Балаган» (1990)